# Хеніг
Хеніг (рум. Henig) — село у повіті Алба в Румунії. Входить до складу комуни Бергін.
Село розташоване на відстані 262 км на північний захід від Бухареста, 12 км на схід від Алба-Юлії, 75 км на південь від Клуж-Напоки.

## Населення
За даними перепису населення 2002 року у селі проживали 394 особи, з них 393 особи (99,7%) румунів. Рідною мовою 393 особи (99,7%) назвали румунську.